# Rubus griffithii
Rubus griffithii är en rosväxtart som beskrevs av Joseph Dalton Hooker. Rubus griffithii ingår i släktet rubusar, och familjen rosväxter. Inga underarter finns listade i Catalogue of Life.